# Châteauneuf-du-Pape
Châteauneuf-du-Pape är en kommun i departementet Vaucluse i regionen Provence-Alpes-Côte d'Azur i sydöstra Frankrike. Kommunen ligger i kantonen Orange-Ouest som tillhör arrondissementet Avignon. År 2022 hade Châteauneuf-du-Pape 2 045 invånare.

## Befolkningsutveckling
Antalet invånare i kommunen Châteauneuf-du-Pape
| Referens: INSEE |